# Черній Ігор Васильович
Ігор Васильович Черній (нар. 9 лютого 1968) — радянський та російський футболіст, воротар, по завершенні кар'єри — тренер.

## Кар'єра гравця
Футбольну кар'єру розпочав 1984 року в «Атоммаші». У сезоні 1985 року зіграв 2 поєдинки у другій лізі чемпіонату СРСР. Після цього призваний на військову службу, яку проходив у дублі СКА з Одеси та Ростова-на-Дону. По завершенні служби, у 1989 році, перейшов у «МЦОП-Хімік». У складі бєлоеченського клубу зіграв 34 матчі у Другій лізі СРСР. У 1990 році перебрався до «Старту», однак за єйський клуб зіграв лише 1 поєдинок у Другій нижчій лізі СРСР. Футбольну кар'єру завершив в аматорському колективі «Колос» (Павловська), кольори якого захищав з 1991 по 1992 рік.

## Кар'єра тренера
По завершенні кар'єри гравця розпочав тренерську діяльність. У 2007 році допомогав тренувати новоросійський «Чорноморець». Наступного року увійшов до тренерського штабу «Краснодару-2000», а 30 серпня 2008 року став головним тренером краснодарського клубу. З вересня 2009 року знову працював у тренерському штабі новоросійського «Чорноморця», декілька разів ставав виконувачем обов'язків головного тренера. З 4 вересня 2011 року по 14 червня 2012 року — головний тренер новоросійського клубу. З серпня по вересень 2013 року — тренер воротарів «Ротора» (Волгоград). 25 квітня 2014 року призначений головним тренером молодіжної команди «Чорноморця». 6 травня 2018 року залишив займану посаду.